# Arthur Ashkin
Arthur Ashkin, född 2 september 1922 i Brooklyn, New York, död 21 september 2020 i Ocean City, Cape May County, New Jersey, var en amerikansk fysiker och nobelpristagare. Han tilldelades halva 2018 års nobelpris i fysik för utvecklingen av "optiska pincetter och deras tillämpning inom biologiska system". Den andra halvan av nobelpriset gick till Donna Strickland och Gérard Mourou. 96 år gammal blev Ashkin den äldste mottagaren av nobelpriset genom tiderna.
Ashkin härstammade från Östeuropa (Ukraina).